# Arnuwanda II
Arnuwanda II (1355 a.C. circa – 1321 a.C.) fu un re dell'Impero ittita che governò tra il 1322 e il 1321 a.C.

## Un "Tuhkanti" condottiero
Nato dal matrimonio di Šuppiluliuma I con Henti, successe sul trono Ittita al padre, morto per l'epidemia introdotta nella terra di Hatti dai prigionieri deportati dopo la campagna in Canaan.
Alcuni documenti ittiti posteriori lasciano intendere che Arnuwanda II avrebbe contratto la medesima malattia del padre.
Già distintosi in varie occasioni come condottiero in campo capace e coraggioso, a lui il padre affidò il comando dell'offensiva contro l'Egitto (1325 circa) condotta sul fronte siriano, susseguente all'uccisione del principe Zannanza.
Morto il faraone Tutankhamon, la vedova Ankhesenamon, non volendo unirsi in matrimonio col visir Ay come le veniva richiesto, chiese a Šuppiluliuma che le inviasse un suo figlio, per sposarlo.
Il re ittita inviò a Tebe, dopo molte esitazioni, il suo quarto figlio, Zannanza, ma questi non giunse mai a destinazione, ucciso in un'imboscata, orchestrata probabilmente proprio da Ay.
La reazione del re ittita fu furiosa ed egli scatenò una guerra attaccando con il proprio esercito, comandato da suo figlio Arnuwanda, i principati siriani vassalli degli egizi.
Migliaia di prigionieri furono deportati ad Hattuša ma questi introdussero nel paese un'epidemia che decimò la popolazione ittita ed uccise anche Šuppiluliuma I.

## Il breve regno e la morte
Arnuwanda era il maggiore dei cinque figli maschi della coppia reale, principe della corona (tuhkanti in Ittita) da tempo prescelto dal padre per la propria successione, e così ascese regolarmente al trono nel 1322 a.C..
Al suo fianco come Regina Regnante la seconda moglie del padre, la principessa babilonese incoronata come Tawananna, rimasta in carica nel ruolo come era tradizione, nonostante il nuovo sovrano fosse già sposato e che sopravvisse sia a Šuppiluliuma I che ad Arnuwanda II; della sposa reale di Arnuwanda II non ci è giunto il nome.
Asceso al trono, Arnuwanda impresse una decisa riorganizzazione della gestione dei punti strategici dell'impero: affidando ai fratelli Telipinu e Sharri-Kusuh/Pyassili i principati di Aleppo e Carchemish si coprì le spalle sugli instabili fronti siriano e mitannico, mentre il fratello minore Mursili fu nominato Gal Mesedi, capo delle guardie reali, dopo che si era già distinto nel domare alcune rivolte delle tribù barbariche del Nord.
Al generale Hanutti, veterano sotto suo padre, Arnuwanda invece affidò il controllo del mutevole fronte occidentale dei territori di Arzawa.
Ma proprio quando aveva completato i preparativi per un regno importante e duraturo, Arnuwanda morì, molto probabilmente per la stessa malattia che stava flagellando il paese (1321). Non gli succedette il figlio Tulpi (presumibilmente pre-morto o troppo piccolo per regnare) e neppure uno dei due fratelli intermedi ancora in vita.
Al trono salì, per ragioni a noi ignote, il minore, il nemmeno ventenne Capo delle Guardie Reali, col nome di Muršili II che si rivelò, a dispetto dei timori, tutt'altro che debole, risultando uno dei sovrani più grandi della storia Ittita.